# Frédéric V du Palatinat
Frédéric V de Wittelsbach-Simmern (Friedrich V.), né le 26 août 1596 dans le pavillon de chasse de Deinschwang et mort le 29 novembre 1632 à Mayence, prince-électeur et comte palatin du Rhin (1610–1623), est élu roi de Bohême en 1619. Vaincu par les troupes impériales en 1620, il est mis au ban de l'Empire et meurt en exil.
Surnommé « der Winterkönig » (« le roi d'un hiver »), il est le père de Sophie de Hanovre qui, à la faveur de l'Acte d'établissement du Parlement d'Angleterre en 1701, devient héritière de la couronne britannique.

## Jeunesse
Frédéric V est le fils du prince-électeur et comte palatin du Rhin Frédéric IV (maison de Wittelsbach, branche du Palatinat-Simmern) et de Louise-Juliana d'Orange-Nassau, fille de Guillaume Ier et de Charlotte de Bourbon-Montpensier.
À la mort de son père (1610), Frédéric devint prince-électeur du Palatinat du Rhin (premier électeur de l'Empire) sous la tutelle de son beau-frère, le comte Jean II de Deux-Ponts, et ce, jusqu'en 1614.

## Mariage et descendance
Le 13 février 1613, il épouse Élisabeth d'Angleterre (1596 – 1662) avec laquelle il a treize enfants :
- Henri-Frédéric (1614 – 1629) ;
- Charles Ier Louis (1617 – 1680), qui retrouve ses États en 1648, épouse en 1649 Charlotte de Hesse-Cassel (1627 – 1686), divorce en 1654 et épouse Louise de Degenfeld, électeur palatin et père d'Élisabeth-Charlotte de Bavière, deuxième femme de Monsieur, mère du Régent et belle-sœur de Louis XIV ;
- Élisabeth (1618 – 1680), abbesse d'Herford, amie et correspondante du philosophe René Descartes ;
- Rupert, duc de Cumberland (1619 – 1682) ;
- Maurice (1620 – 1652) ;
- Louise-Hollandine du Palatinat (1622 – 1709), abbesse de Maubuisson ;
- Louis (1624 – 1625) ;
- Édouard (1625 – 1663), qui épouse en 1645 Anne de Gonzague de Clèves (1616 – 1684) dont il a trois filles, d'où une grande postérité ;
- Henriette-Marie (1626 – 1651) ;
- Jean-Philippe-Frédéric (1627 – 1650) ;
- Charlotte (1628 – 1631) ;
- Sophie (1630 – 1714), qui épouse Ernest-Auguste (1629 – 1698), électeur de Hanovre, et mère du roi George Ier de Grande-Bretagne ;
- Gustave-Adolphe (1632 – 1641).

Il prend la tête de l'Union protestante, créée par son père pour sauvegarder les intérêts protestants au sein du Saint-Empire romain germanique.

## La couronne de Bohême
En août 1619, mécontents de leur souverain le futur empereur Ferdinand II du Saint-Empire, successeur de l'empereur Matthias, les États de Bohême, à majorité protestants tandis que Ferdinand est catholique, déposent celui-ci et proposent le titre à Frédéric V qui est le premier prince-électeur de l'Empire.
D'abord réticent, celui-ci accepte finalement leur proposition. Cet acte sera, avec la Défenestration de Prague de 1618, un des facteurs déclenchant de la guerre de Trente Ans. Il est couronné à Prague le 4 novembre 1619 et son épouse trois jours plus tard. Il est servi par le prédicateur calviniste Abraham Scultetus, qui l'a poussé à accepter la couronne.
Peu de temps après, Ferdinand II prend l'offensive pour reconquérir la couronne de Bohême.
Abandonné par les puissances étrangères et l'Union protestante, Frédéric V, avec peu de moyens financiers et humains, ne parviendra pas à contenir les armées de Ferdinand et sera défait par Jean t'Serclaes, comte de Tilly, à la bataille de la Montagne-Blanche le 8 novembre 1620, soit un an et quatre jours après son couronnement. Il en héritera le sobriquet de « roi d'un hiver » (Winterkönig).

## L'exil
Mis au ban de l'Empire, démis de tous ses titres et dépouillé de ses possessions par décret impérial, il est contraint à l'exil, à Sedan, auprès de son oncle Henri de La Tour d'Auvergne, duc de Bouillon, entre 1620 et 1623.
Sa femme et lui, depuis leur exil de La Haye (Provinces-Unies), ne peuvent qu'assister, impuissants, à l'occupation du Palatinat par les troupes de Maximilien Ier de Bavière, chef de la branche catholique de la maison de Wittelsbach, qui a reçu ses terres ainsi que sa dignité électorale en remerciement des services rendus aux Habsbourg (1623).
Après douze ans d'exil, Frédéric V meurt prématurément en exil à Mayence, le 29 novembre 1632.
Son fils Charles-Louis ne retrouvera son patrimoine et un titre électoral qu'après les traités de Westphalie (1648) mais avec une rétrogradation du rang de premier électeur au huitième et dernier rang, créé pour lui.

## Descendance
Frédéric, qui n'a guère régné, est un ancêtre des plus importantes familles royales d'Europe :
- il est le père de Sophie, épouse de l'électeur de Hanovre, et donc l'un des ascendants de la maison de Hanovre, de la maison de Windsor (qui règne actuellement sur la Grande-Bretagne et les royaumes du Commonwealth en la personne du roi Charles III) et du chef actuel de la maison de Bourbon, le « duc d'Anjou » ; par la reine Victoria du Royaume-Uni, il est aussi l'ancêtre des principales familles impériales et royales d'Europe (Allemagne, Russie, Danemark, Norvège, Grèce, Roumanie ...)
- il est également le grand-père d'Élisabeth-Charlotte, « Madame » duchesse d'Orléans, belle-sœur du roi de France Louis XIV, elle-même ascendante de la maison d'Orléans (dont le chef actuel est le « comte de Paris ») et de la maison impériale et royale de Habsbourg-Lorraine qui régna sur l'Europe centrale et une partie de l'Italie jusqu'en 1918 - et dont l'un des membres les plus connus est la reine de France Marie-Antoinette - et des maisons impériale du Brésil, royales des Deux-Siciles, d'Espagne, et de Belgique, grand-ducale de Luxembourg, ducales de Modène et de Parme, et princière de Liechtenstein.

## Litterature
Frédéric V est évoqué dans le Roman Till Ulespiègle de Daniel Kehlmann.